# Conflict: Desert Storm II
Conflict: Desert Storm II (czasami pojawia się także nazwa z podtytułem Back to Baghdad) – taktyczna strzelanka trzecioosobowa stworzona przez studio Pivotal Games, a wydana przez SCi Games w Europie i Gotham Games w Ameryce Północnej na platformy PC, PlayStation 2, Xbox w 2003 roku, a na GameCube w 2004 roku; druga odsłona serii Conflict osadzona w realiach I wojny w Zatoce Perskiej. Gra ponownie umożliwia dowodzenie czteroosobowym oddziałem amerykańskich lub brytyjskich sił specjalnych w walce przeciwko wojskom irackim.

## Fabuła
Podobnie, jak w pierwszej części serii Conflict, fabuła zabiera gracza do Iraku w czasie I wojny w Zatoce Perskiej. Jednak w odróżnieniu od pierwszego Conflicta, który dość ściśle trzymał się realiów historycznych, w drugiej odsłonie twórcy zdecydowali się na poruszenie zagadnień hipotetycznych i kontrowersyjnych.
2 sierpnia 1990 r. siły irackie dokonują inwazji na Kuwejt, w wyniku czego koalicja ponad 100 krajów przychodzi z pomocą Kuwejtowi, walcząc przeciwko najeźdźcy W pierwszych dniach operacji w Kuwejcie zespół sił specjalnych Alpha One zostaje wysłany na misję ratunkową do Al-Hadar, gdzie Delta Two, bliźniacza drużyna sił specjalnych została odcięta za liniami irackimi. Z pomocą wsparcia lotniczego Alpha One przebija się przez mury miasta, lokalizuje i zabezpiecza ostatnią znaną pozycję Delta Two, ale nie nawiązuje z nimi kontaktu. Zespół kontynuuje przeszukiwanie miasta następnego ranka i ostatecznie lokalizuje kolegów po walce z kilkoma oddziałami irackiej piechoty wspieranej przez transportery opancerzone w mieście. Alpha One eskortuje następnie Delta Two do punktu ewakuacji pod iracką stacją komunikacyjną, którą niszczy przed opuszczeniem obszaru misji.
Następnie oddział sił specjalnych zostaje wysłany na tajną operację mającą na celu zniszczenie irackiego centrum łączności i składu paliwa. Przekradając się przez obronę bazy, Alpha One z powodzeniem niszczy wyznaczone cele, jednak po zakończeniu swojej misji oddział sił specjalnych zostaje otoczony przez irackie wojska i wzięty do niewoli. W więzieniu żołnierze są brutalnie przesłuchiwani przez oficerów irackiego wywiadu. Wówczas skrzydło myśliwców Stealth zrzuca „mądre bomby” GBU-27 na kompleks więzienny, zapewniając Alpha One drogę ucieczki. Przed powrotem za linie aliantów, oddział sił specjalnych zostaje wysłany w miejsce, w którym znajdują się głowice rakiet z sarinem, a także wiele pocisków i wyrzutni SCUD, które żołnierze rozbrajają i niszczą.
Gdy zbliża się koniec wojny, a Irak przewiduje swoją klęskę, wycofujące się wojska irackie otrzymują rozkaz podpalenia licznych kuwejckich szybów naftowych w ramach taktyki spalonej ziemi. Alpha One ma powstrzymać dalsze zniszczenia poprzez rozbrojenie  materiałów wybuchowych rozmieszczonych przez wroga w kilku szybach naftowych, zanim połączy się z wysuniętymi elementami 2 Dywizji Marines. Alpha One i 2 Dywizja wyruszają następnie na wspólną misję do miasta Kuwejt, gdzie Irakijczycy rozmieścili dwa superdziała, miotające kolosalne pociski, które używane są do paraliżowania natarcia wojsk Koalicji na otwartej pustyni. Alpha One zabezpiecza lotnisko, na którym wojska irackie umieściły stanowiska SAM, a także niszczy siatkę obrony przeciwlotniczej. Mając w ten sposób zapewnioną przewagę w powietrzu dla lotnictwa Koalicji, oddział sił specjalnych przystępuje do zniszczenia obu dział w porcie Kuwejtu, eliminując ostatnią nadzieję wojsk irackich na wygranie wojny.
W końcowej cutscence gracz może zobaczyć wizję twórców na temat ataku alianckiego lotnictwa na Autostradę Śmierci, po czym żołnierze Alpha One oglądają w telewizji przywróconego na tron emira Kuwejtu, dziękującego siłom Koalicji za ich pomoc w wyzwoleniu Kuwejtu.

## Rozgrywka
Rozgrywka w Desert Storm II praktycznie niczym nie różni się od poprzedniej odsłony serii. Gracz ponownie ma możliwość wybrania, czy chce grać oddziałem wojsk amerykańskich, czy brytyjskich, przy czym nazwiska i specjalności żołnierzy: dowódcy Johan Bradleya, snajpera Paula Foleya, specjalisty od broni ciężkiej Micka Connorsa i sapera Davida Jonesa pozostają bez zmian w stosunku do pierwszej części sagi. Zadaniem gracza ponownie jest niszczenie sprzętu wroga, rozbrajanie bomb lub odnajdywanie sojuszniczych oddziałów przy jednoczesnym niszczeniu sił przeciwnika. Nie zmienił się dostępny arsenał broni i pojazdów. Twórcy wprowadzili jedynie drobne zmiany w mechanice i sterowaniu, np. w rzucaniu granatami.

## Odbiór gry
Gra otrzymała „mieszane lub średnie recenzje” na wszystkich platformach według agregatora Metacritic. Jacek „Stranger” Hałas z serwisu Gry-Online napisał, że twórcy gry wykorzystali okazję związaną z II wojną w Zatoce Perskiej (gra ukazała się pięć miesięcy po ustaniu działań wojennych w Iraku), aby sprzedać słabą grę opowiadającą o poprzedniej wojnie: „Nie znoszę producentów, którzy czekają tylko na okazję, aby wydać jakiegoś gniota, w momencie, gdy ma on największe szanse na wysoką sprzedaż. (...) Conflict: Desert Storm 2 powstał po to, aby zadowolić tych wszystkich Amerykanów, którzy nie mogąc już patrzeć na swoich umierających rodaków, sami zechcieliby dać porządnego klapsa Saddamowi i jego oddziałom. Gra początkowo miała ukazać się w momencie, gdy wojna w Iraku rozgorzała na dobre. Na szczęście działania wojenne ustały. (...) Konkurencja na polu strzelanek wojennych jest dość liczna (i silna). Wystarczy bowiem wspomnieć o takim Delta Force: Black Hawk Down, który bez żadnego wysiłku pokonuje Desert Storma 2 we wszystkich możliwych konkurencjach”.